# Xuân Phú, Thọ Xuân
Xuân Phú là một xã thuộc huyện Thọ Xuân, tỉnh Thanh Hóa, Việt Nam.

## Địa lý
Xã Xuân Phú nằm ở phía tây nam huyện Thọ Xuân, có vị trí địa lý:
- Phía đông giáp thị trấn Sao Vàng
- Phía tây giáp huyện Thường Xuân
- Phía nam giáp huyện Thường Xuân và huyện Triệu Sơn
- Phía bắc giáp các xã Thọ Lâm và Thọ Xương.

Xã Xuân Phú có diện tích 31,64 km², dân số năm 1999 là 5743 người, mật độ dân số đạt 182 người/km².

## Hành chính
Xã Xuân Phú được chia thành 12 thôn: Thôn 12, Đội 3, Bàn Lai, Cửa Trát, Đồng Luồng, Đá Dựng, Đồng Cốc, Hố Dăm, Làng Bài, Ba Ngọc, Làng Sung, Làng Pheo.

## Lịch sử

### Tổng quan
Trước Cách mạng Tháng Tám 1945, vùng đất Xuân Phú gồm xã Quỳ Trung và xã Tiên Bạn thuộc tổng Mục Sơn, huyện Lôi Dương, phủ Thọ Xuân.
Sau Cách mạng Tháng Tám 1945, bỏ phủ Thọ Xuân, đổi huyện Lôi Dương thành huyện Thọ Xuân. Tổng Mục Sơn được chia thành 3 xã: Nam Sơn, Mục Sơn và Phượng Triều trong đó ghép xã Quỳ Trung, xã Tiên Bạn cùng với thôn Phượng Triều (tức là thôn Điền Trạch, xã Thọ Lâm ngày nay) thành xã Phượng Triều. Đến tháng 5 năm 1949, ba xã trên được hợp nhất thành một xã có tên gọi là xã Thọ Xương. Năm 1951 tách thôn Phượng Triều về xã Thọ Diên cũ.
Năm 1954, xã Thọ Xương lại được tách ra làm 2 xã: Thọ Xương và Xuân Phú. Khi đó xã Xuân Phú là một trong 50 xã của huyện Thọ Xuân.
Ngày 20 tháng 6 năm 2018, Bộ Xây dựng ban hành Quyết định số 834/QĐ-BXD công nhận đô thị Lam Sơn – Sao Vàng (gồm các thị trấn Lam Sơn, Sao Vàng; các xã Thọ Xương, Xuân Bái, Xuân Lam và một phần các xã Thọ Lâm, Xuân Phú, Xuân Thắng) là đô thị loại IV.

### Phân chia hành chính
Trước Cách mạng Tháng Tám 1945, xã Quỳ Trung có 8 thôn là: Bàn Lai, Cửa Trát, Đồng Luồng, Đồng Tro, Hố Dăm, Đồng Lách, Đá Dựng, Đồng Cốc; xã Tiên Bạn có 4 thôn là: Làng Bài, Làng Sung, Làng Pheo, Ba Ngọc.
Sau khi thành lập, xã Xuân Phú được chia thành 13 thôn: Thôn 12, Đội 3, Bàn Lai, Cửa Trát, Đồng Tro, Đồng Luồng, Đá Dựng, Đồng Cốc, Hố Dăm, Làng Bài, Ba Ngọc, Làng Sung, Làng Pheo.
Ngày 17 tháng 8 năm 2018, Ủy ban nhân dân tỉnh Thanh Hóa ban hành Quyết định số 3110/QĐ-UBND về việc đổi tên; chuyển thôn thành khu phố; sáp nhập để thành lập thôn, tổ dân phố tại xã, phường, thị trấn thuộc các huyện, thị xã, thành phố trên địa bàn tỉnh Thanh Hóa. Theo đó: Sáp nhập thôn Đồng Tro và thôn Đồng Luồng để thành lập thôn Đồng Luồng. Sau khi thực hiện sáp nhập, Xã Xuân Phú còn 12 thôn: Thôn 12, Đội 3, Bàn Lai, Cửa Trát, Đồng Luồng, Đá Dựng, Đồng Cốc, Hố Dăm, Làng Bài, Ba Ngọc, Làng Sung, Làng Pheo.

## Xã hội
Những năm đầu khai phá vùng đất chỉ có 2 họ, đó là họ Phạm từ Lang Chánh đến và họ Lê từ Làng Tiền Nho từ Lang Chánh đến và từ tỉnh Nghệ An ra. Trải qua thời gia từ nhiều năm, đến nay đã có 29 dòng họ là: Họ Lê, Phạm, Bùi, Nguyễn, Trần, Trương, Lương, An, Đào, Phùng, Trịnh, Ngô, Lường, Lục, Đỗ, Hà, Đinh, Cao, Quách, Cầm, Vi, Vũ, Lại, Thiều, Ngân, Lang, Đặng, Lý của 3 dân tộc Kinh, Mường, Thái cùng xen kẽ nhau làm ăn sinh sống.
Nhân dân trong xã không phân biệt tộc họ có đời sống hài hòa, ổn định, có đóng góp rất đáng kể góp phần ổn định kinh tế, an ninh, văn hóa tại địa phương.

## Giao thông
Xã có tuyến đường Hồ Chí Minh cùng với tuyến Quốc lộ 47 nối với thị trấn Sao Vàng đi qua.
Xã này nằm bên tuyến kênh Nhà Lê, là tuyến đường thủy đầu tiên trong lịch sử Việt Nam từ kinh đô Hoa Lư đến Đèo Ngang và được xem là tuyến đường Hồ Chí Minh trên sông vì những đóng góp cho các cuộc chiến tranh của người Việt.